# クラノア
『クラノア』は、2008年6月からブランディング（旧ゼイヴェル）運営の携帯電話用サイト「トイズWalkerプレミアム」において配信された無料恋愛シミュレーションゲーム。乙女ゲームにも該当する。2010年7月に最終話、同年9月にエピローグが配信された。

## 概要
シナリオは加藤千穂美、キャラクターデザインはキリシマソウが担当。

## 物語
ある日、主人公の月嶋美乃理が目を覚ましたのは、見覚えのない白くて小さな部屋。傍らには、ウサギの耳を持つ少年・イチがいた。美乃理はイチから、彼が自分の守護霊であること、今いる部屋は「クラノア」という人の心を表した場所であることを教えられ、同時に、登校途中に事故に遭った美乃理が記憶を失っていることや、同じ事故に遭った双子の姉・栞と美乃理の魂が1つの体に共存している驚きの事実も知らされるのだった。

## 登場人物
声はドラマCD版のキャスティングを記載している。

### メインキャラクター
月嶋美乃理（つきしま みのり）
声：井上麻里奈
誕生日：6月19日
主人公（ゲームでは名前変更可能）。世田谷東高校2年の17歳。テニス部所属。交通事故で記憶を失った少女。その際の衝撃により、1つの肉体における姉の栞と自分の意識の共存が始まったため、栞と身体を奪い合う事態になる。追憶のバレットをイチの持つ金色の銃（ナナ所有の銃と同じデザイン）で撃たれることにより、クラノアから肉体を伴って現実世界へと戻ることが出来る。
イチ
声 - 小野大輔
身長：170cm
美乃理の守護霊。白いウサギの耳を持つ。白い軍服と眼帯（左目）を着け、首に金色の鍵を下げる。少々子供っぽく感情的な面があるが、美乃理を溺愛している。記憶を探す過程で、数々の苦しみに苛まれる美乃理を精神的にサポートする。
ナナ
声 - 下野紘
身長：168cm
栞の守護霊。黒い猫の耳を持つ。白い軍服と包帯（左目）を着け、首に銀色の鍵を下げる。守護の対象である栞をとても大切に想っているため、栞と目的が同じ美乃理とイチを敵視しており、特に美乃理への対応は冷たく厳しい。
喜多嶋翔（きたじま しょう）
声 - 中村悠一
誕生日：8月25日 血液型：O型 身長：178cm
世田谷東高校2年の17歳。美乃理の彼氏。サッカー部所属。栞のクラスメートでもある。口数は少な目で不器用だが、一途。
加護雄一（かご ゆういち）
声 - 神谷浩史
誕生日：11月20日 血液型：AB型 身長：173cm
世田谷東高校2年生の17歳。中学時代からの栞の彼氏。学校では生徒会長を務めている。物腰が柔らかな優等生。
澤木千尋（さわき ちひろ）
声 - 平川大輔
誕生日：5月8日 血液型：B型 身長：180cm
月嶋姉妹の近所に住む医大生の幼馴染。19歳。美乃理と栞にとってはいつも気に掛けてくれる兄のような存在。2人からは「ちーちゃん」と呼ばれている。世田谷東高校サッカー部のOBでもある。
月嶋栞（つきしま しおり）
声 - 福圓美里
誕生日：6月19日
美乃理の双子の姉。世田谷東高校2年。生徒会所属。内気な性格で、真意の見えない行動が多い。追憶のバレットをナナの持つ銀色の銃で撃たれることにより、クラノアから肉体を伴って現実世界へと戻ることが出来る。
トオコ
声 - 前田愛
クラノアに存在する正体不明の少女。おかっぱ頭で赤い着物を着ている。外見は小学生。
ロク
声 - 立花慎之介
栞の新たな守護霊。青い羽を持つ。白い軍服（イチ、ナナの着ているものとは若干デザインが違う）に黒い眼帯を付けている。

### サブキャラクター
岸元純也（きしもと じゅんや）
声 - 馬場圭介
栞のクラスメート。悪目立ちしており、栞には親しげに接する。

## ラジオ
「クラノア放送委員会」の名前で、2009年1月9日から2010年12月31日まで公式サイトでインターネットラジオ番組が配信されていた。全50回。パーソナリティは、ドラマCDで登場人物を演じる小野大輔（イチ役）と下野紘（ナナ役）である。番組のラジオCDやファンブックなども発売中。

### オープニングテーマ
- cry no more〜僕と君の世界（第1 - 9回）
- blooming moon〜ブルーミングムーン（第10 - 12回）
- LOVE&HEAVEN〜ラブアンドヘブン（第13 - 25、29 - 50回）
- ever forever〜エバーフォーエバー（第26 - 28回）

### エンディングテーマ
- cry no more〜僕と君の世界（instrumental）（第1 - 12回）
- blooming moon〜ブルーミングムーン（第13 - 25、29 - 50回）
- ever forever〜エバーフォーエバー（第26 - 28回）

### コーナー
うさにゃん劇場（第1回〜）
イチとナナによるミニドラマ。シナリオ執筆は加藤千穂美が担当。
コトバの御守（第1回〜）
番組の合間に流れる一言のセリフ。トイズwalkerプレミアムにおいて、1か月限定の着ボイスとしても配信される。
ふつおたコーナー（第1回〜）
ジャンルを問わず、リスナーからのメールを紹介する。
イチナナよせよせ（第37回〜）
提示したお題に対して、リスナーから寄せられた解答を使い、3本勝負（最後は必ずパーソナリティオリジナルのネタで勝負する）で面白さを競う大喜利的コーナー。判定は座布団をドーナッツの個数に置き換えており、そのドーナッツを積み上げて、無事10個積み上げることができたら豪華賞品がもらえる。
我が家のイチナナ自慢（第1回〜）
リスナーから寄せられたイチ（ウサギ）とナナ（猫）の写真を見て、その構図に合ったセリフをパーソナリティの小野（ウサギ担当）と下野（猫担当）があてる。
イチナナ妄想チキンレース（第1〜8回）
寄せられたお題を1〜7段階までレベルアップさせていき、最後まで達成出来ればご褒美が与えられる。お題を行き過ぎた解答を出したり、最中に本人が笑った場合はアウトとなり、罰ゲームとして甘いセリフを言わなければならない。
イチナナ・ナウ・ドラマチック（第10〜20回）
リスナーから募集したイチ・ナナに言って欲しいセリフを元に、シチュエーションをパーソナリティが考え演出する。
嘘つきウサギと嘘つきニャンコ/正直ウサギと正直ニャンコ（第24〜37回）
お互いに、片方のパーソナリティがリスナーによる質問を出題し、もう片方がそれに対して1つだけ嘘（本当）を混ぜた3つの答えを返す。出題側にその1つの嘘（本当）を見破られた場合、回答側は罰ゲームとして「女子が一度は言われたいプロポーズ」を言わなければならない。第30回より正直ウサギと正直ニャンコにマイナーチェンジし、今までは毎回小野と下野に1回ずつ出題側、回答側になる機会があったが、第37回からは毎回1回戦のみで役割入れ替え制になった。
イチナナよせよせ（第37〜49回）
お題に対してリスナーから募った回答をそれぞれ紹介していき、その答えによりドーナツ（座布団）がもらえる大喜利コーナー。ドーナツを10個集める（積み上げられれば）豪華景品が貰える。
甘噛みさせて（第1〜49回）
リスナーから送られた早口言葉に、パーソナリティのどちらかが挑戦する。ルールは「3回連続で言わなければならない」の1点のみで、噛んでもOK。

### ゲスト
- 第7回 平川大輔
- 第33回 立花慎之介（公開録音）

### ラジオCD
過去配信分と、新規録り下ろし分を収録した番組ラジオCD。
| 巻数   | 発売日         | 収録回      | 録り下ろし分のゲスト           |
| ------ | -------------- | ----------- | ------------------------------ |
| 2009年 |                |             |                                |
| Vol.1  | 2009年5月30日  | 第1 - 6回   | 中村悠一                       |
| Vol.2  | 2009年8月22日  | 第7 - 12回  | 平川大輔（メッセージゲスト）   |
| Vol.3  | 2009年12月16日 | 第13 - 20回 | なし                           |
| Vol.4  | 2010年3月30日  | 第21 - 26回 | なし                           |
| 2010年 |                |             |                                |
| Vol.01 | 2010年6月25日  | 第27 - 34回 | なし                           |
| Vol.02 | 2010年9月29日  | 第35 - 40回 | なし（構成作家・平尾隆昌出演） |
| Vol.03 | 2011年1月28日  | 第41 - 44回 | なし（構成作家・平尾隆昌出演） |
| Vol.04 | 2011年4月27日  | 第45 - 50回 | なし（構成作家・平尾隆昌出演） |

### ファンブック
クラノア放送委員会 ファンブック
番組の名場面集やパーソナリティによる対談、構成作家へのインタビューを始め、パーソナリティの手形（右）、津々巳あやによる収録レポート漫画や4コマ漫画などが掲載された番組公式ファンブック。2010年3月27日発行。
クラノア放送委員会 ファンブック Final
第27回から最終回までの番組の軌跡、パーソナリティによる対談、構成作家へのインタビュー、「ラジオCD 2010 Vol.04」の特別回の収録や過去行われた公開録音のレポート、前回に続きパーソナリティの手形（左）、高遠キョロや津々巳あやによるキャストイラストなどを収録。2011年4月27日発行。

## 関連商品

### ドラマCD

#### メインストーリー
- クラノア -Hello Again-（2008年10月25日発売）
- クラノア -yesterday once more-（2009年3月14日発売）
- クラノア -another girl-（2010年1月29日発売）
- クラノア -Blow up-（2010年5月28日発売）
- クラノア close to you（2010年12月24日発売）
- クラノア 〜cry no more,smile for me（2011年6月29日発売）

#### コラボレーション
トイズWalkerと電撃Girl's Styleのコラボレーション企画。電撃Girl's Styleで連載されていた小説のドラマCD化。
- クラノア 覚醒未満 それは僕らのカタルシス（2009年5月30日発売） - イチ、ナナ
- クラノア 覚醒未満 -the second volume- それは僕らのカタルシス（2010年4月28日発売） - 翔、雄一、千尋

### キャラクターCD
キャラクターソングに加え、シチュエーションに合わせたキャラクターによるメッセージトラックを収録している。
- cry no more〜僕と君の世界（2009年3月14日発売） - イチ、ナナ
- LOVE&HEAVEN〜ラブアンドヘブン/blooming moon〜ブルーミングムーン（2009年7月31日発売） - イチ、ナナ
- ever forever〜エバーフォーエバー（2010年1月29日発売） - 喜多嶋翔

### 漫画
『シルフ』Vol.7より連載された。作画は久遠あきが担当。
単行本
1. ISBN 978-4-04-868679-2（2010年6月22日発売）
2. ISBN 978-4-04-870623-0（2011年6月23日発売）